# Liste der Einträge im National Register of Historic Places im Brown County (Illinois)

Lage des Brown County in Illinois

Die Liste der Einträge im National Register of Historic Places im Brown County in Illinois führt alle Bauwerke und historischen Stätten im Brown County auf, die in das National Register of Historic Places aufgenommen wurden.

## Legende
| NRHP | Historic Place    |
| HD   | Historic District |

## Aktuelle Einträge
| [ 2 ] | Name                                        | Bild                                        | Eintragsdatum        | Lage | Ort            | Beschreibung |
| ----- | ------------------------------------------- | ------------------------------------------- | -------------------- | --- | -------------- | ------------ |
| 0     | La Grange Lock and Dam Historic District    | La Grange Lock and Dam Historic District    | 2004 ID-Nr. 04000170 | Rund 1,2 km südlich der County Road 795N am Illinois River 39° 56′ 21,2″ N, 90° 32′ 0,7″ W                                    | Versailles     |              |
| 2     | Mount Sterling Commercial Historic District | Mount Sterling Commercial Historic District | 1987 ID-Nr. 87000724 | Abgegrenzt durch Brown County Courthouse, East Main Street, South Street und West Main Street 39° 59′ 7,8″ N, 90° 45′ 55,9″ W | Mount Sterling |              |

## Frühere Einträge
| [ 2 ] | Name                  | Bild | Eintragsdatum        | Lage                         | Ort        | Beschreibung                     |
| ----- | --------------------- | ---- | -------------------- | ---------------------------- | ---------- | -------------------------------- |
| 1     | Benjamin Dewitt House |      | 1983 ID-Nr. 83000300 | Adresse nicht veröffentlicht | Versailles | 1995 aus dem Register gestrichen |